# Juls
Juls   (Girona, 26 de novembre de 2005), nom artístic de Júlia Casadevall, és una compositora i cantant gironina. S'ha popularitzat, amb 17 anys, a la xarxa social Tiktok i a Instagram, amb la seva primera cançó, “Tant de bo no t’hagués conegut” produïda per Marc Gelabert “Gela”. Amb un estil que mescla l’indie-pop i urbà, Juls és una de les noves veus emergents del panorama musical català.

## Discografia
Senzills
- Et vull per sempre (2023)
- Mai més (2024)
- Papallones (2024)
- Per què no ho dic (2024)
- Aquesta olor (2025)
- Error (2025)
- Havaneres davant del mar (2025)

## Entrevistes
- Nota de veu. Coneixes la Juls?, Catalunya Ràdio. https://www.ccma.cat/3cat/nota-de-veu-de-14-a-15-h-07112023/audio/1187867/
- Parlem amb la Juls, la catalana que ho peta a Tiktok, 27.10.23, El Panorama https://elpanorama.cat/parlem-amb-la-juls-la-catalana-que-ho-peta-a-tiktok
- Juls: una classe d'història et pot convertir en una estrella del pop, Els experts https://www.ccma.cat/3cat/juls-una-classe-dhistoria-et-pot-convertir-en-una-estrella-del-pop/video/6251113/